# バンダレ・ギャズ
バンダレ・ギャズ（ペルシア語: بندرگز or بَندِر گَز, Bandar-i-Gaz, Bandar-i-Jaz, Bander Gaz）とは、イランのゴレスターン州バンダレ・ギャズ郡中央地区の都市で、地区と郡の中心都市に定められている2016年当時の人口は20,742人、6,715世帯。
州都のゴルガーンから50km西、ゴルガーンとサーリーを結ぶ街道沿いに位置する。カスピ海に面するミアンカレ半島の先端部の向かいに位置し、良港として知られていた。平野部は狭く、町の南にはアルボルズ山脈の2000m級の山々がそびえる。往時はカスピ海交易の拠点となっていたが、カスピ海の水位の低下によって港湾都市としての重要性を失った。
町ではマーザンダラーン語が用いられるほか、公用語のペルシア語も通用する。

## 歴史
19世紀半ばまでこの地は無人の土地であり、のちにバンダレ・ギャズの町が建設される地点の近辺にはギャズと総称される集落群があった。ロシア帝国がカスピ海南東部に進出した後、1845年にロシア帝国、1867年にイランの商館が建設された。バンダレ・ギャズはロシアとイランを結ぶ貿易の拠点として繁栄したが、1881年にカスピ海横断鉄道がアシガバートまで延伸し、マシュハドまでの移動時間が短縮されたため、バンダレ・ギャズの地位は低下した。1930年代にテヘランとカスピ海南東岸を結ぶイラン縦貫鉄道が開通すると、バンダレ・トルキャマンにとってかわられた。